# Alan McLaren
Alan James McLaren (født 4. januar 1971 i Edinburgh, Skotland) er en tidligere skotsk fodboldspiller, der spillede som midterforsvarer hos Hearts og Rangers i hjemlandet. Med Rangers var han med til at vinde hele fire skotske mesterskaber.
McLaren blev desuden noteret for 24 kampe for Skotlands landshold. Han deltog ved EM i 1992 i Sverige.

## Titler
Skotsk Premier League
- 1995, 1996, 1997 og 1999 med Rangers F.C.

Skotsk FA Cup
- 1996 og 1999 med Rangers F.C.

Skotsk Liga Cup
- 1997 og 1999 med Rangers F.C.